# Nikolaus Ferdinand Auberlen

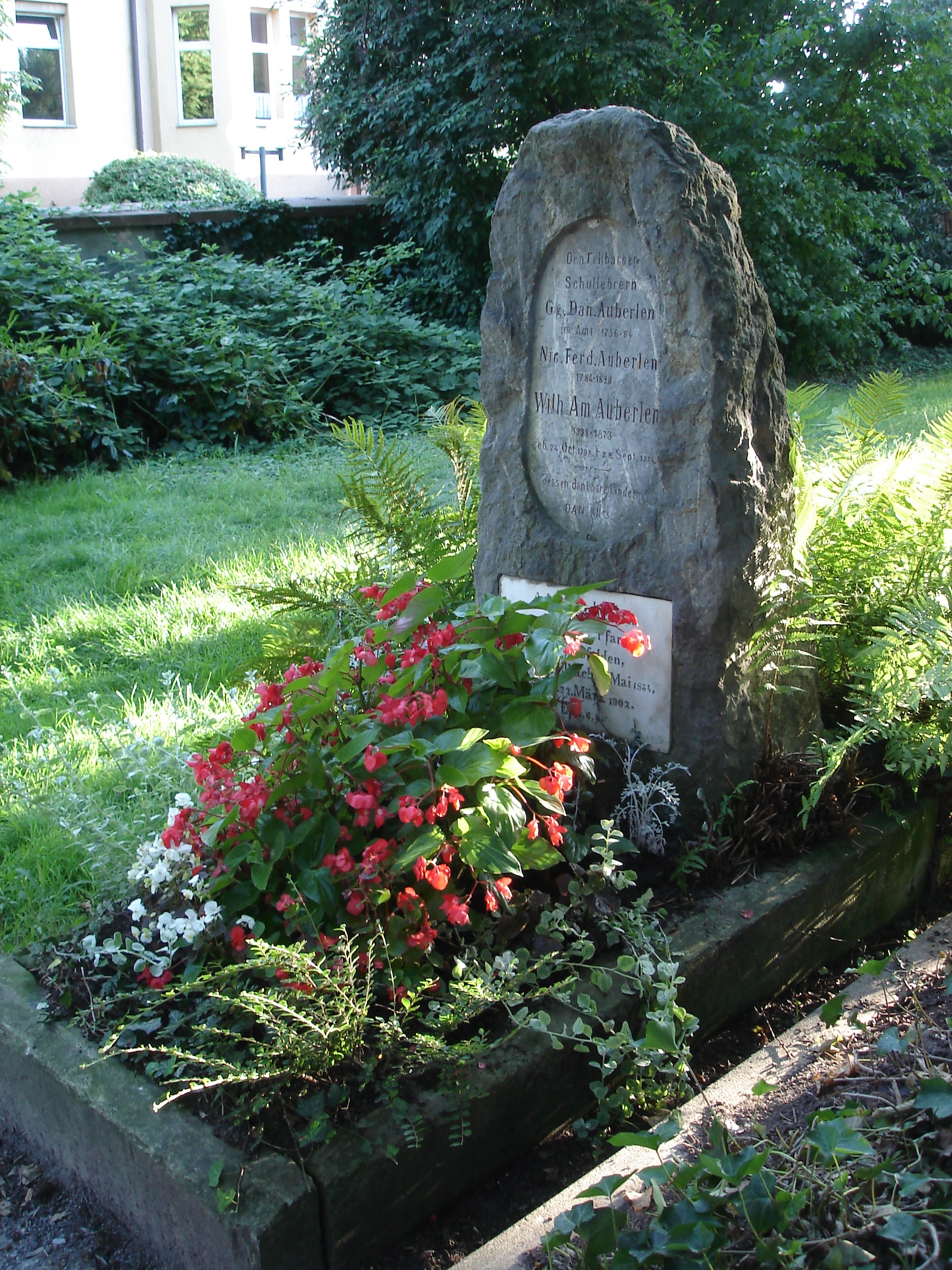
Tomba de la família Auberlen a Fellbach

Nikolaus Ferdinand Auberlen (Kirchheim unter Teck, 11 de març de 1755 - Fellbach, 1828) fou un mestre, organista i pedagog alemany.
Fill del mestre d'escola Johann Friedrich Auberlen va treballar des de 1779 amb el seu oncle, el músic i compositor Georg Daniel Auberlen a l'escola de Fellbach com actiu provisor. Després de la mort del seu oncle en 1784 fou triat per la comunitat per tenir èxit, Auberlen va casar amb la seva cosina Marie Auberlen. Com a mestre d'escola va practicar els mètodes d'ensenyament de Johann Heinrich Pestalozzi.
Igual que el seu oncle, Auberlen tocava el piano, l'orgue i el violí i va ensenyar als joves dotats i futurs professors a l'escola de música fundada pel seu oncle. Es va dedicar a adaptar Lied per a cor masculí. Els estudiants van executar cantates de Georg Philipp Telemann, Corals de Johann Sebastian Bach i el Messies de Georg Friedrich Handel. L'alumne més important d'Auberlen fou el futur compositor Friedrich Silcher, que amb ell va aprendre a tocar l'orgue.
Des de 1812 Auberlen va ensenyar al seu fill menor Wilhelm les idees de l'escola. A causa de la seva mala salut, el fill 1821 va esdevenir el seu administrador temporal. 1826 va rebre Nikolaus Ferdinand Auberlen pels seus èxits musicals un dels premis atorgat pel rei de Württemberg de cant. Auberlen va morir després de 44 anys en la professió docent, va ser succeït pel seu fill Wilhelm.